# Friemar
Friemar település Németországban, azon belül Türingiában. Lakosainak száma 980 fő (2023. december 31.).

## Népesség
A település népességének változása:
| Lakosok száma | 1042 | 1051 | 999  | 991  | 980  |
|               | 2017 | 2019 | 2021 | 2022 | 2023 |